# Endoperplexa dartmorica
Endoperplexa dartmorica är en svampart som beskrevs av P. Roberts 1993. Enligt Catalogue of Life ingår Endoperplexa dartmorica i släktet Endoperplexa, ordningen Auriculariales, klassen Agaricomycetes, divisionen basidiesvampar och riket svampar, men enligt Dyntaxa är tillhörigheten istället släktet Endoperplexa, familjen Exidiaceae, ordningen gelésvampar, klassen Tremellomycetes, divisionen basidiesvampar och riket svampar. Artens status i Sverige är: Ej påträffad. Inga underarter finns listade i Catalogue of Life.